# Blanche comme neige
Blanche comme neige (Blanca como la nieve, en español) es una comedia dramática francesa de 2019, dirigida por Anne Fontaine.

## Sinopsis
La película moderniza la historia de Blancanieves, de los hermanos Grimm. La trama gira en torno a Claire (Lou de Laâge), una joven que trabaja en el hotel de su fallecido padre, que ahora es administrado por su madrastra, Maud (Isabelle Huppert). Esta última, al descubrir que su amante está enamorado de Claire, planea la muerte de su hijastra. La chica busca refugio y decide quedarse en el pueblo, donde enamora a todos los hombres.

## Reparto
- Lou de Laâge como Claire.
- Isabelle Huppert como Maud.
- Charles Berling como Bernard.
- Damien Bonnard como Pierre y François.
- Jonathan Cohen como Sam.
- Richard Fréchette como Padre Guilbaud.
- Vincent Macaignecomo Vincent.
- Pablo Pauly como Clément.
- Benoît Poelvoorde como Charles.
- Aurore Broutin como Muriel.
- Laurent Korcia como el violinista.
- Agata Buzek como la esclava.
- John Sehil como la enfermera.

## Recepción

### Crítica
En AlloCiné la película obtuvo una calificación de 3,2/5 